# Kanton Chantonnay
Der Kanton Chantonnay ist seit 1790 ein französischer Wahlkreis in den Arrondissements Fontenay-le-Comte und La Roche-sur-Yon, im Département Vendée und in der Region Pays de la Loire; sein Hauptort ist Chantonnay.

## Gemeinden
Der Kanton besteht aus 18 Gemeinden mit insgesamt 44.741 Einwohnern (Stand: 1. Januar 2022) auf einer Gesamtfläche von 581,83 km²:
| Gemeinde                 | Einwohner 1. Januar 2022 | Fläche km² | Dichte Einw./km² | Code INSEE | Postleitzahl | Arrondissement    |
| ------------------------ | ------------------------ | ---------- | ---------------- | ---------- | ------------ | ----------------- |
| Bournezeau               | 3.471                    | 60,49      | 57               | 85034      | 85480        | La Roche-sur-Yon  |
| Chantonnay               | 8.518                    | 82,91      | 103              | 85051      | 85110        | La Roche-sur-Yon  |
| Essarts en Bocage        | 6.835                    | 68,47      | 100              | 85084      | 85140        | La Roche-sur-Yon  |
| Fougeré                  | 1.242                    | 26,89      | 46               | 85093      | 85480        | La Roche-sur-Yon  |
| La Ferrière              | 5.411                    | 47,17      | 115              | 85089      | 85280        | La Roche-sur-Yon  |
| La Merlatière            | 1.010                    | 14,86      | 68               | 85142      | 85140        | La Roche-sur-Yon  |
| L’Oie                    | 1.264                    | 14,06      | 90               | 85165      | 85140        | La Roche-sur-Yon  |
| Le Boupère               | 3.170                    | 43,48      | 73               | 85031      | 85510        | Fontenay-le-Comte |
| Rochetrejoux             | 980                      | 10,92      | 90               | 85192      | 85510        | La Roche-sur-Yon  |
| Sainte-Cécile            | 1.587                    | 32,73      | 48               | 85202      | 85110        | La Roche-sur-Yon  |
| Sainte-Florence          | 1.338                    | 17,09      | 78               | 85212      | 85140        | La Roche-sur-Yon  |
| Saint-Germain-de-Prinçay | 1.629                    | 24,34      | 67               | 85220      | 85110        | La Roche-sur-Yon  |
| Saint-Hilaire-le-Vouhis  | 1.095                    | 28,91      | 38               | 85232      | 85480        | La Roche-sur-Yon  |
| Saint-Martin-des-Noyers  | 2.540                    | 41,74      | 61               | 85246      | 85140        | La Roche-sur-Yon  |
| Saint-Prouant            | 1.671                    | 12,86      | 130              | 85266      | 85110        | La Roche-sur-Yon  |
| Saint-Vincent-Sterlanges | 753                      | 4,46       | 169              | 85276      | 85110        | La Roche-sur-Yon  |
| Sigournais               | 972                      | 18,30      | 53               | 85282      | 85110        | La Roche-sur-Yon  |
| Thorigny                 | 1.255                    | 32,15      | 39               | 85291      | 85480        | La Roche-sur-Yon  |
| Kanton Chantonnay        | 44.741                   | 581,83     | 77               | 8503       | –            | –                 |

Bis zur landesweiten Neugliederung der Kantone im März 2015 bestand der Kanton Chantonnay aus den acht Gemeinden Bournezeau, Chantonnay, Rochetrejoux, Saint-Germain-de-Prinçay, Saint-Hilaire-le-Vouhis, Saint-Prouant, Saint-Vincent-Sterlanges und Sigournais. Sein Zuschnitt entsprach einer Fläche von 243,19 km2. Er besaß vor 2015 einen anderen INSEE-Code als heute, nämlich 8504.

## Veränderungen im Gemeindebestand seit der landesweiten Neuordnung der Kantone
2024: Abspaltung Essarts en Bocage →  Essarts en Bocage, L’Oie und Sainte-Florence
2016: Fusion Boulogne, L’Oie, Les Essarts und Sainte-Florence → Essarts en Bocage

## Bevölkerungsentwicklung
| 1962   | 1968   | 1975   | 1982   | 1990   | 1999   | 2009   | 2011   |
| ------ | ------ | ------ | ------ | ------ | ------ | ------ | ------ |
| 13.112 | 12.936 | 13.694 | 14.546 | 15.346 | 15.571 | 17.448 | 17.878 |